# 12 Heures de Reims
Les 12 heures de Reims sont une course automobile d'endurance, disputée sur le circuit de Reims-Gueux entre 1953 et 1967. Elles ont été intégrées au Championnat du monde des voitures de sport en 1964 et 1965.

## Palmarès

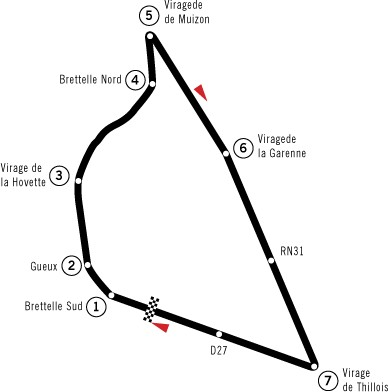
Le circuit de Reims-Gueux, durant les années 1950.

| Année     | Équipe                     | Vainqueurs                    | Voiture        | Tours | Championnat                                |
| --------- | -------------------------- | ----------------------------- | -------------- | ----- | ------------------------------------------ |
| 1953      | Peter Whitehead            | Peter Whitehead Stirling Moss | Jaguar C-Type  | 243   | -                                          |
| 1954      | Jaguar Cars Ltd.           | Peter Whitehead Ken Wharton   | Jaguar D-Type  | 222   | -                                          |
| 1956      | Jaguar Cars Ltd.           | Duncan Hamilton Ivor Bueb     | Jaguar D-Type  | 267   | -                                          |
| 1957      | Ecurie Francorchamps       | Olivier Gendebien Paul Frère  | Ferrari 250 GT | 241   | -                                          |
| 1958      | Ecurie Francorchamps       | Olivier Gendebien Paul Frère  | Ferrari 250 GT | 256   | -                                          |
| 1964      | Maranello Concessionaires  | Graham Hill Joakim Bonnier    | Ferrari 250 LM | 296   | Championnat du monde des voitures de sport |
| 1965 (de) | North American Racing Team | Pedro Rodríguez Jean Guichet  | Ferrari 365 P2 | 285   | Championnat du monde des voitures de sport |
| 1967      | Ford France                | Jo Schlesser Guy Ligier       | Ford Mk.IIB    | 296   | -                                          |

## Remarque
En 1956 Annie Bousquet trouve la mort le 30 juin lors de l'épreuve réservée aux 1.5 Litre (vainqueurs Claude Storez et Richard von Frankenberg) après un accident peu avant le virage de Muizon au volant d'une Porsche 550 RS Spyder, alors qu'elle fait équipe avec Isabel Haskell (l'épouse d'Alejandro de Tomaso). Ultérieurement Jean-Pierre Beltoise (en 1964) et Gérard Langlois von Ophem (en 1965) auront aussi de graves accidents sur la même zone du circuit,.